# Liste des îles d'Irlande du Nord
Voici une liste des îles appartenant à l'Irlande du Nord.

## Liste

### Comté d'Antrim
- The Maidens
- Île de Rathlin
- Sheep Island
- The Skerries
- Swan Island
- Winkle Islands

### Comté d'Armagh
- Coney Island
- Derrywarragh Island

### Comté de Down
- Cannon Rock
- Copeland Islands
- Gores Island
- Loughbrickland Crannóg

### Comté de Fermanagh
- Boa Island
- Devenish Island
- Inis Rath
- Lusty Beg Island
- Lustymore Island
- White Island

### Autres
- Oxford Island
- Ram's Island
- The Shallow Flat